# Université de technologie de la péninsule du Cap
L'université de technologie de la péninsule du Cap est une université de technologie située au Cap en Afrique du Sud. Elle est issue de la fusion de deux universités de technologie en 2005. Elle accueille environ 34 000 étudiants.
C'est la des plus grandes universités de la province du Western Cape, avec des campus situés dans toute la ville, notamment à :
- Bellville (Campus principal)
- District 6 (En plein centre-ville)
- Granger Bay
- Wellington
- Mowbray"

## Anciens étudiants notoires
- Zizipho Poswa (1979- ), artiste céramiste sud-africaine.